# Tetilla

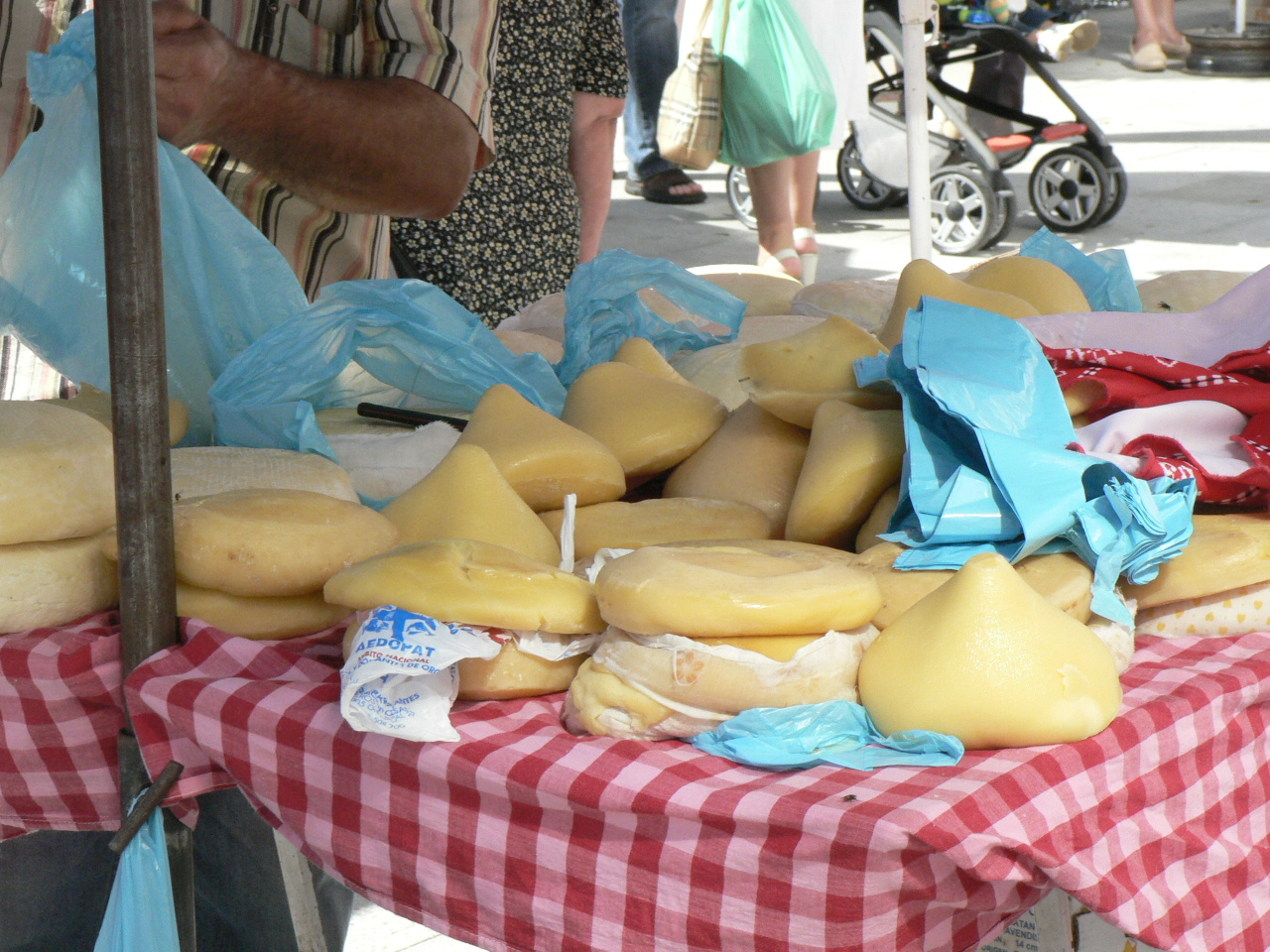
Queixo Tetilla à la foire de Betanzos

Le tetilla (queso tetilla en espagnol et queixo tetilla en galicien) est un fromage espagnol au lait de vache. C'est un fromage traditionnel de Galice. De couleur ivoire jaunâtre il a une forme de sein, en espagnol teta veut dire sein, et tetilla en est le diminutif (petit sein). Dans le passé ce fromage était produit dans le centre de la région, aujourd'hui c'est l'ensemble du territoire de Galice qui peut le produire dans le cadre de la dénomination d'origine protégée (D.O.P.).

## Caractéristiques
À la fin de la fermentation le queixo tetilla doit avoir les caractéristiques suivantes :
- Forme: conique, concave-conique.
- Poids: de 0,5 à 1,5 kg.
- dimensions : la hauteur doit être supérieure au rayon de la base et inférieure au diamètre de la base.
  - Maximum :
    - 150 mm de hauteur,
    - 150 mm de diamètre de base.

  - Minimum :
    - 90 mm de hauteur,
    - 90 mm de diamètre de base.

Le goût est doux et légèrement salé. La croûte est dure et de couleur jaune tirant vers l'ivoire. La pâte est molle. Ce fromage se commercialise par pièces d'environ un kilogramme.   